# Феррери, Жан-Марк
Жан-Марк Феррери́ (фр. Jean-Marc Ferreri; род. 26 декабря 1962, Charlieu) — французский футболист, выступавший на позициях полузащитника и нападающего.
Чемпион Европы 1984 года, бронзовый призёр чемпионата мира 1986 года.

## Карьера

### Клубная
Феррери стал игроком молодёжной команды «Осера», в тот период игравшего в Дивизионе 2, в 1976 году. В основном составе начал играть в сезоне 1979/80, в котором «Осер» впервые в истории вышел в Дивизион 1. Феррери был одним из ключевых игроков команды, во многом благодаря его игре «Осер» закрепился в Дивизионе 1, но и дебютировал в еврокубках в сезоне 1984/85.
Летом 1986 года перешёл в лучший клуб страны тех лет «Бордо», с которым выиграл
в сезоне 1986/87 и чемпионат, и Кубок Франции. В 1991 году вернулся в «Осер», затем один сезон отыграл в марсельском «Олимпике», в составе которого победил в чемпионате Франции и первом розыгрыше Лиги чемпионов. В 1993 году перешёл в «Мартиг», а позднее вернулся в «Олимпик», чтобы помочь клубу в Дивизионе 2, куда он был оправлен из-за подкупа судей. После одного года в швейцарском «Цюрихе», завершил карьеру в сезоне 1997/98 в клубе «Сен-Дени Сен-Лё» Лиги 3.

### В сборной
В октябре 1982 года Феррери стал первым футболистом «Осера», приглашённым в сборную Франции. На победном чемпионате Европы-1984 сыграл всего в двух играх. Соперничая за место в составе с Луисом Фернандесом, Жаном Тигана, Аленом Жирессом и Мишелем Платини, Феррери чаще оставался в запасе.
На чемпионате мира 1986 года Феррери принял участие в четырёх матчах и помог своей команде завоевать бронзовые медали. Играл за сборную до 1990 года, всего провёл 37 матчей и забил 3 гола.

## Достижения

### Клубные
- Победитель Лиги чемпионов: 1992/93
- Чемпион Франции: 1986/87, 1992/931
- Обладатель Кубка Франции: 1986/87
- Обладатель Суперкубка Франции: 1986
- Обладатель Кубка Альп: 1985
- Победитель французского Дивизиона 2 (2): 1979/80, 1994/95

1 «Олимпик» (Марсель) был лишён чемпионского звания.

### В сборной
- Чемпион Европы: 1984
- Бронзовый призёр чемпионата мира: 1986